# Guido Jozef Braem
Guido Jozef Braem (8 de diciembre de 1944) es un botánico alemán.

## Biografía
Segundo hijo del empleado civil Jules François Braem y de Simone. Se casa con Gudrun Schluckebier, maestra y vicedirectora de la Escuela Pestalozzi de Lahnau-Waldgirmes.
Efectuó sus estudios en Ledeberg, Balegem y en Sint Niklaas (todo en Bélgica. Entre 1960 y 1963 estudia en la Técnica C.E.R.I.A. Anderlecht: Química, Microbiología, Fitoquímica, Tecnología de Farmacia, y Biología. Entre 1964 a 1968 es asistente técnico de investigación en el "Instituto del Cáncer de Ontario", en el Hospital Princesa Margarita, Toronto, Canadá, realizando estudios en virus de tumores (poliomas y papilomas).
De 1969 a 1970 vuelve a Bélgica y es asistente técnico en la Compañía R.I.T. Genval; desarrollando la producción de vacunas de Mixo y de Paramixovirus.
Entre 1970 y 1975 es representante y mánager de productos de laboratorio y de diagnóstico en Alemania.
De 1976 a 1981 es profesor asistente en la "Universidad Justus Liebig", de Giessen, Alemania. Y prepara su tesis de doctorado Populationsökologische Untersuchungen über die Oncidien der Sektion Oncidium auf Jamaica ("exámenes poblacionales y ecológicos sobre Oncidien en la sección Oncidium en Jamaica"). Y a su vez obtiene su Diploma de enseñanza de Biología y de Inglés.
En 1986 presenta su tesis en la "Universidad de Newcastle": taxonomía de plantas formelmente en la Sección Oncidium (Orchidaceae) de las islas del Caribe, tal tesis incluía morfología, citogenética, bioquímica, ecología, ecología poblacional, microscopía electrónica, taxonomía numérica. T también varios viajes a los trópicos de América.
Realiza además expediciones al África: Tanzania; Asia: Indonesia, Filipinas, Papúa Nueva Guinea, Hong Kong; Norteamérica: EE. UU., México; Centroamérica: Costa Rica; Sudamérica: Perú, Ecuador, Brasil.
En 1987 es Director del "Instituto Schlechter", Lahnau, Alemania. Y hasta 1994 es Adjunto para las Divisiones Europeas de Colegios de Chicago, y en la Universidad de Maryland, enseñando Biología, Ciencias Ambientales y Físicas.
Entre 1987 y 1994 fue editor e impresor de "Orchid journal Schlechteriana". Y de 1993 a 1995 editor y traductor de "Naturalia Publications", Turriers, Francia. Además de editor de "Leaflets of the Schlechter Institute". Y editor de "Pleurothallid Alliance News"
Desde 2004 es profesor en la Universidad de Maryland.

## Algunas publicaciones

### Libros
- Cattleya I. The Brazilian Bifoliate Cattleyas. Brücke Verlag, Hildesheim, 1984
- Cattleya II. The Unifoliate Cattleyas. Brücke Verlag, Hildesheim, 1986
- Paphiopedilum. Brücke Verlag, Hildesheim, 1988
- Auflage. Naturbuch Verlag, Augsburg, 1992
- Erweiterte Auflage. Verlagshaus Ritschel, Gladenbach, 1996
- Auflage – Droemer Weltbild. Knauer, Augsburg, 2002
- Orchideen der Welt. Verlagshaus Ritschel, Gladenbach, 1997
- The genus Paphiopedilum. Natural History and Cultivation. Coautores M L & C O Baker. Vol. 1 - Botanical Publ. Inc., Kissimmee, EEUU 1998. Vol. 2. Botanical Publ. Inc., Kissimmee, EEUU 1999
- Paphiopedilum. Coautor Dr. Guy R Chiron. Ed. inglés. Tropicalia, Voreppe, Francia. 2003. Ed.	francesa. Tropicalia, Voreppe, Francia. 2003.

### Capítulos de libros
- Braem, G J. 2006. Les publications de Jean Linden. En N. Ceulemans, Linden Explorateur, Père des Orchidées : 191-212
- Braem, G J. 2006. The Linden Publications. En N. Ceulemans, Linden Explorer, Master of the Orchid : 191-212
- Braem, G J. 1994. William Cattley and the genus Cattleya. En L. C. Menezes, Cattleya warneri: 27-31
- Braem, G J. & Fowlie, J. 1994. About the literature regarding Cattleya warneri. En L. C. Menezes, Cattleya warneri: 43-48
- Menezes, L C & Braem, G J. 1994. Nomenclature. En L. C. Menezes, Cattleya warneri: 37-41

- La abreviatura «Braem» se emplea para indicar a Guido Jozef Braem como autoridad en la descripción y clasificación científica de los vegetales.[3]